# Benjamin Bratton
Benjamin Bratton, detto Ben (New York, 18 giugno 1985), è uno schermidore statunitense, specializzato nella spada.

## Palmarès
In carriera ha conseguito i seguenti risultati:
- Mondiali di scherma

Parigi 2010: argento nella spada a squadre.
Kiev 2012: oro nella spada a squadre.